# Lithocarpus falconeri
Lithocarpus falconeri är en bokväxtart som först beskrevs av Wilhelm Sulpiz Kurz, och fick sitt nu gällande namn av Alfred Rehder. Lithocarpus falconeri ingår i släktet Lithocarpus och familjen bokväxter. Inga underarter finns listade.